# كريستوفر دوتسون
كريستوفر دوتسون (بالإنجليزية: Christopher Dotson)‏ هو مغن مؤلف أمريكي، ولد في 21 أكتوبر 1989 في توليدو في الولايات المتحدة.

## وصلات خارجية
- الموقع الرسمي
- كريستوفر دوتسون على موقع IMDb (الإنجليزية)
- كريستوفر دوتسون على موقع ميوزك برينز (الإنجليزية)